# Hadžići (Ključ)
Hadžići bosnyák falu Bosznia-Hercegovinában, a Bosznia-hercegovinai Föderáció Una-Szanai kantonjában, Ključ községben.

## Fekvése
Bosznia-Hercegovina nyugati részén, Bihácstól légvonalban 75, közúton 90 km-re délkeletre, Ključtól 3 km-re északnyugatra, a Ključról Bosanski Petrovci felé menő főút mentén fekszik.

## Népessége
| Nemzetiségi csoport | Népesség 1991 | Népesség 2013 |
| ------------------- | ------------- | ------------- |
| Szerb               | 13            | 0             |
| Bosnyák             | 1490          | 1030          |
| Horvát              | 38            | 2             |
| Jugoszláv           | 6             | 0             |
| Egyéb               | 6             | 97            |
| Összesen            | 1553          | 1129          |

## Története
Hadžići falu 1878-ig tartozott az Oszmán Birodalomhoz, majd az Osztrák-Magyar Monarchia része lett. 1879-ben az első osztrák-magyar népszámlálás során Hasićin 14 házat és 99 muszlim lakost számláltak. 1910-ben a településen 46 házat és 253 muszlim lakost számláltak. A monarchia szétesésével 1918-ben előbb a Szerb-Horvát-Szlovén Királyság, majd 1929-től a Jugoszláv Királyság része. 1921-ben 42 házat és 209 lakost számláltak itt. 1945-től Hadžići a szocialista Jugoszlávia része volt.
A boszniai háború idején 1992 májusában és júniusában a település drámai napokat élt át. 1995 végén az innen nyugatra fekvő Lanište falu határában a Babina dolina néven ismert helyen találták meg a Lanište II. jelű tömegsírt, amely mintegy 2,7 kilométerre van a Lanište-hágótól. Itt a környékbeli falvakból származó 77 bosnyák maradványait exhumálták, akiket 1992. június 1-jén öltek meg a velagići általános iskola előtt. Azután ölték meg őket, hogy Vojići, Hasići, Nezići, Hadzići és Velagići településeiről érkező férfiakat behívták a velagići rendőrállomásra. A felhívásra jelentkezőket a katonai rendőrök lefogták és a régi iskola helyiségeibe kényszerítették, majd késő este innen kiűzték és lelőtték őket. Néhány bosnyák túlélte a lövöldözést. Az iskola előtt fekvő sebesülteket fejbe lőtték. A második napon a holttesteket teherautókba pakolták, és elvitték a Babina völgyébe, ahol eltemették őket.
A település 1995 szeptemberéig a szerb félkatonai egységek megszállása alatt állt, amikor a Bosznia-Hercegovinai Hadsereg, a Horvát Védelmi Tanács (HVO) és a Horvát Hadsereg (HV) által vezetett közös akciók során felszabadították. 1995-ben a Sana hadművelet során szerb lakossága a visszavonuló szerb csapatokkal együtt elmenekült. Muszlim lakossága a velagići gyülekezethez tartozik. 1992-ben a gyűlekezet mindkét mecsetét (Tičevića és Pudin Han településeken) lerombolták a Boszniai Szerb Köztársaság hadseregének tagjai. 2013-ban Hadžićinak 1129 állandó lakosa volt, 91%-ban muszlimok.
A velagići muszlim gyülekezetnek, amelyhez Hadžići is tartozik, ma több mint 600 háztartása van, akik több faluban élnek: Pudin Han, Stari Velagići, Donji és Gornji Hadžići, Palina, Častovići, Hasići, Nezići, Vojići Donji, Vojići Gornji, Postajre, Ponjir és Točina. A gyülekezetben két mecset található. Az első, régi mecset Tičevića településen épült 1937-ben, a második pedig Pudin Han településen közvetlenül a Bosznia-Hercegovina elleni szerb agresszió előtt. Mindkét mecsetet lerombolták 1992-ben a Boszniai Szerb Köztársaság hadseregének tagjai. Miután visszatértek lakóhelyükre a Velagići-Pudin Han gyülekezet muszlimjai először Pudin Hanban építettek mecsetet. Az újonnan épült mecset a háború előtti mecsethez hasonló építészeti kialakítású, kivéve a minaretet, amely magasabb, mint a korábbi, és két toronnyal rendelkezik. A Pudin Han-i mecsetet hivatalosan 2002. július 20-án nyitották meg. A boszniai háború előtti imám Velagići-Pudin Hanban hosszú ideig Ramo Duranović efendi volt. A helyiek még mindig szeretettel emlékeznek rá, és mély tisztelettel beszélnek róla. Őt imámként 1997-ben Atif Vučkić efendi váltotta fel, aki húsz éve sikeresen látja el imám, muallim és khatib feladatait ebben a gyülekezetben.

## Kultúra
A muszlim gyülekezetben minden évben megemlékeznek a Mártírok napjáról. Ez a nap Íd al-fitr második napja. Ključ Majlis összes gyülekezetében az imámok és gyülekezeteik úgy döntöttek, hogy a ezen a napon meglátogatják a mártírok temetőit és a Koránból felolvassák a Yasin-i Sharif szúrát. Csak ennek a gyülekezetnek a területén körülbelül 120 bosnyákot öltek meg a Bosznia-Hercegovina elleni agresszió során.